# Blaziert
Blaziert (Blasièrt en gascon) est une commune française située dans le nord du département du Gers en région Occitanie. Sur le plan historique et culturel, la commune est dans le Condomois, une ancienne circonscription de la province de Gascogne ayant titre de comté.
Exposée à un climat océanique altéré, elle est drainée par l'Auvignon et par divers autres petits cours d'eau.
Blaziert est une commune rurale qui compte 128 habitants en 2022, après avoir connu un pic de population de 564 habitants en 1793.  Elle fait partie de l'aire d'attraction de Condom. Ses habitants sont appelés les Blaziértois ou  Blaziértoises.

## Géographie

### Localisation
La commune de Blaziert est située à mi-chemin entre Condom à l'ouest (11 km) et Lectoure à l'est (12 km).

### Communes limitrophes
Les communes limitrophes sont  Castelnau-sur-l'Auvignon, Caussens, Marsolan, Mas-d'Auvignon, Roquepine, Saint-Orens-Pouy-Petit et Terraube.
| Caussens               | Castelnau-sur-l'Auvignon |          |
| Saint-Orens-Pouy-Petit | Blaziert                 | Marsolan |
| Roquepine              | Mas-d'Auvignon           | Terraube |

### Géologie et relief
Blaziert est construite sur un point culminant à 134 m, sur une zone calcaire.[réf. nécessaire]
Blaziert se situe en zone de sismicité 1 (sismicité très faible).

### Hydrographie

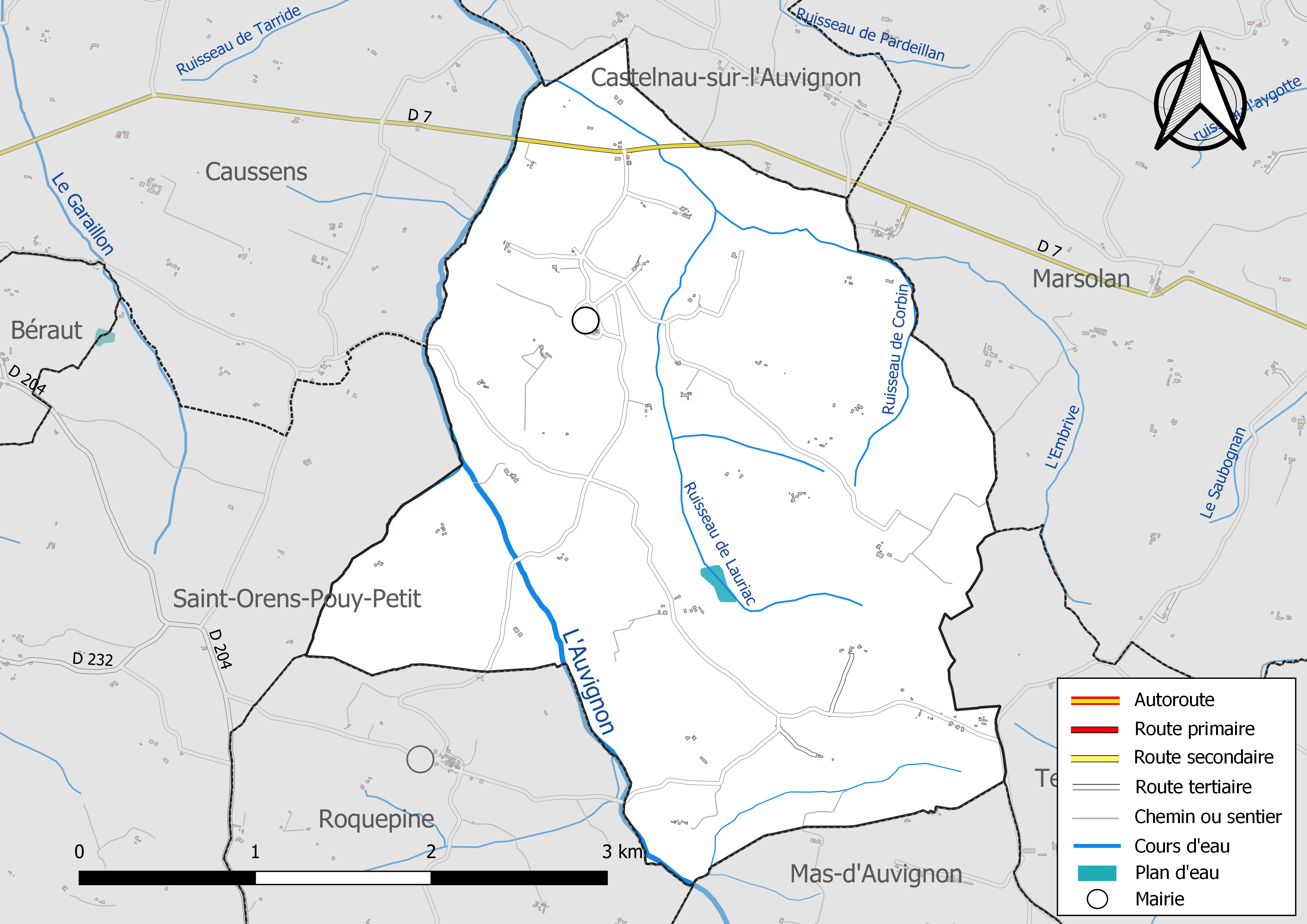
Réseaux hydrographique et routier de Blaziert.

La commune est dans le bassin de la Garonne, au sein du bassin hydrographique Adour-Garonne. Elle est drainée par l'Auvignon, l'Embrive, le ruisseau de Corbin, le ruisseau de l'Auran, le ruisseau de Lauriac et par deux petits cours d'eau, qui constituent un réseau hydrographique de 11 km de longueur totale,.
L'Auvignon, d'une longueur totale de 55,7 km, prend sa source dans la commune de Mas-d'Auvignon et s'écoule vers le nord. Il traverse la commune et se jette dans la Garonne à Port-Sainte-Marie, après avoir traversé 22 communes.

### Climat
Pour des articles plus généraux, voir Climat de l'Occitanie et Climat du Gers.
En 2010, le climat de la commune est de type climat du Bassin du Sud-Ouest, selon une étude s'appuyant sur une série de données couvrant la période 1971-2000. En 2020, Météo-France publie une typologie des climats de la France métropolitaine dans laquelle la commune est exposée à un climat océanique altéré et est dans la région climatique Aquitaine, Gascogne, caractérisée par une pluviométrie abondante au printemps, modérée en automne, un faible ensoleillement au printemps, un été chaud (19,5 °C), des vents faibles, des brouillards fréquents en automne et en hiver et des orages fréquents en été (15 à 20 jours).
Pour la période 1971-2000, la température annuelle moyenne est de 13,4 °C, avec une amplitude thermique annuelle de 15,7 °C. Le cumul annuel moyen de précipitations est de 756 mm, avec 9,8 jours de précipitations en janvier et 6,3 jours en juillet. Pour la période 1991-2020, la température moyenne annuelle observée sur la station météorologique la plus proche, située sur la commune de Condom à 9 km à vol d'oiseau, est de 13,9 °C et le cumul annuel moyen de précipitations est de 703,8 mm,. Pour l'avenir, les paramètres climatiques de la commune estimés pour 2050 selon différents scénarios d'émission de gaz à effet de serre sont consultables sur un site dédié publié par Météo-France en novembre 2022.

### Milieux naturels et biodiversité
Aucun espace naturel présentant un intérêt patrimonial n'est recensé sur la commune dans l'inventaire national du patrimoine naturel,,.

## Urbanisme

### Typologie
Au 1er janvier 2024, Blaziert est catégorisée commune rurale à habitat très dispersé, selon la nouvelle grille communale de densité à sept niveaux définie par l'Insee en 2022.
Elle est située hors unité urbaine. Par ailleurs la commune fait partie de l'aire d'attraction de Condom, dont elle est une commune de la couronne,. Cette aire, qui regroupe 23 communes, est catégorisée dans les aires de moins de 50 000 habitants,.

### Occupation des sols
L'occupation des sols de la commune, telle qu'elle ressort de la base de données européenne d’occupation biophysique des sols Corine Land Cover (CLC), est marquée par l'importance des territoires agricoles (96,3 % en 2018), une proportion identique à celle de 1990 (96,3 %). La répartition détaillée en 2018 est la suivante : 
terres arables (88,7 %), zones agricoles hétérogènes (5 %), forêts (3,7 %), prairies (2,6 %). L'évolution de l’occupation des sols de la commune et de ses infrastructures peut être observée sur les différentes représentations cartographiques du territoire : la carte de Cassini (XVIIIe siècle), la carte d'état-major (1820-1866) et les cartes ou photos aériennes de l'IGN pour la période actuelle (1950 à aujourd'hui).

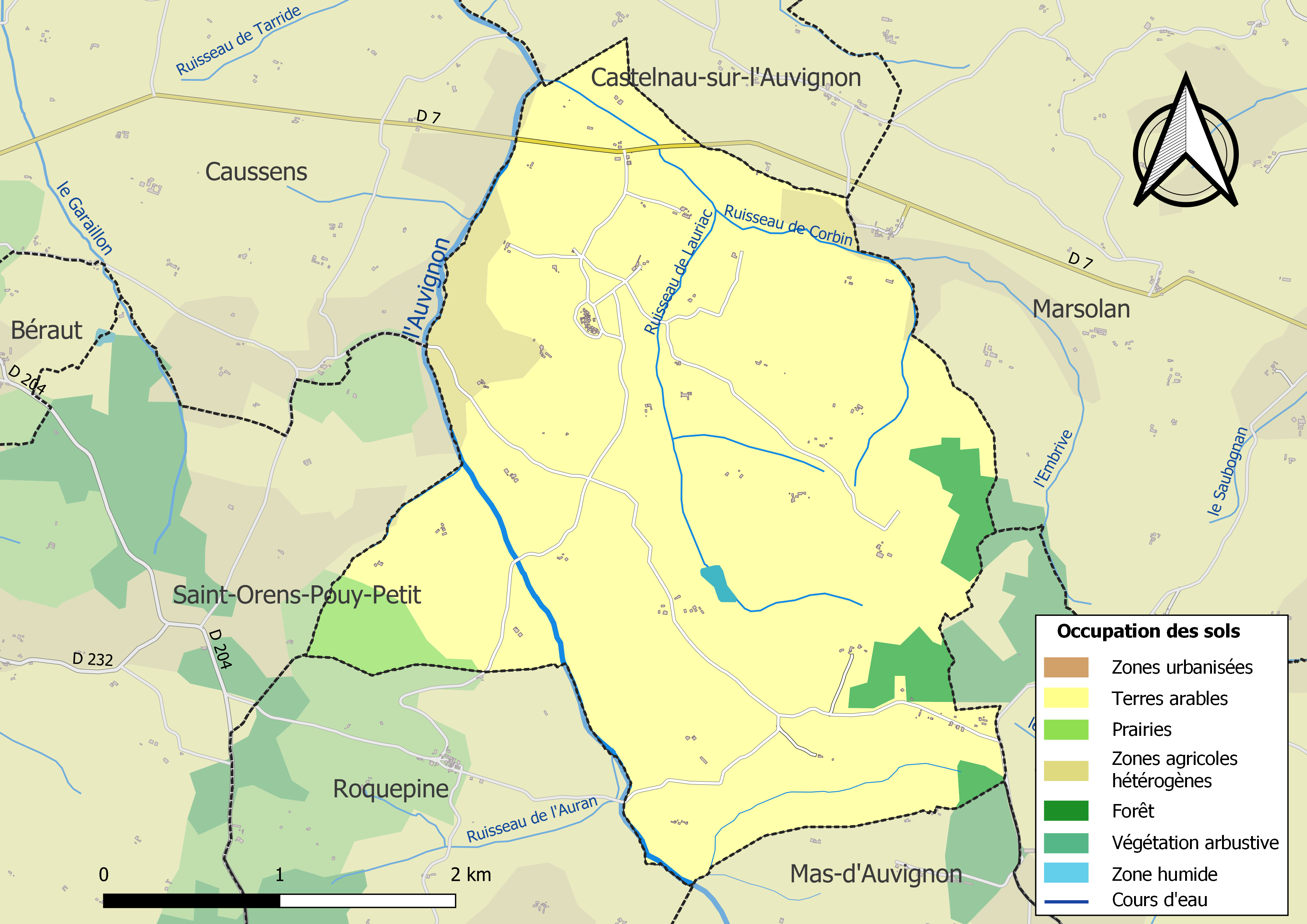
Carte des infrastructures et de l'occupation des sols de la commune en 2018 (CLC).

### Risques majeurs
Le territoire de la commune de Blaziert est vulnérable à différents aléas naturels : météorologiques (tempête, orage, neige, grand froid, canicule ou sécheresse) et séisme (sismicité très faible). Un site publié par le BRGM permet d'évaluer simplement et rapidement les risques d'un bien localisé soit par son adresse soit par le numéro de sa parcelle.

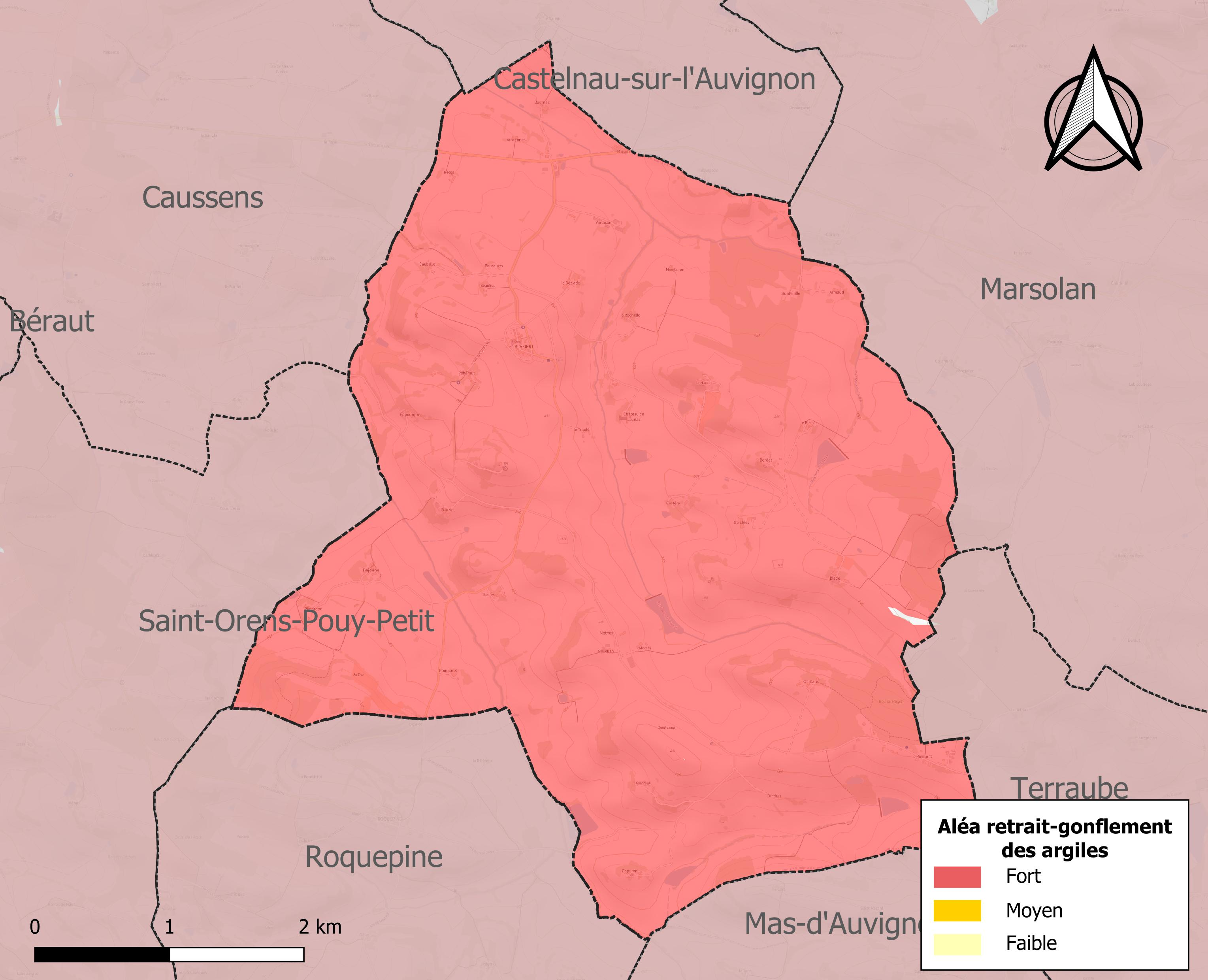
Carte des zones d'aléa retrait-gonflement des sols argileux de Blaziert.

Le retrait-gonflement des sols argileux est susceptible d'engendrer des dommages importants aux bâtiments en cas d’alternance de périodes de sécheresse et de pluie. 99,9 % de la superficie communale est en aléa moyen ou fort (94,5 % au niveau départemental et 48,5 % au niveau national). Sur les 84 bâtiments dénombrés sur la commune en 2019, 84 sont en aléa moyen ou fort, soit 100 %, à comparer aux 93 % au niveau départemental et 54 % au niveau national. Une cartographie de l'exposition du territoire national au retrait gonflement des sols argileux est disponible sur le site du BRGM,.
Par ailleurs, afin de mieux appréhender le risque d’affaissement de terrain, l'inventaire national des cavités souterraines permet de localiser celles situées sur la commune.
La commune a été reconnue en état de catastrophe naturelle au titre des dommages causés par les inondations et coulées de boue survenues en 1993, 1999, 2003 et 2009. Concernant les mouvements de terrains, la commune a été reconnue en état de catastrophe naturelle au titre des dommages causés par la sécheresse en 1989 et par des mouvements de terrain en 1999.

## Histoire
Aux XIIe et XIIIe siècles est construit un château qui s’entoure d’habitations, à l’emplacement de la place actuelle du village.
A la fin du XVIe siècle Amalric de Narbonne marquis de Fimarcon  passe un contrat de bail de la terre de Blaziert à Paul-Antoine de  Cassaignet Seigneur de Tilhadet pour la somme de 16.000 livres (archives privées).

## Politique et administration

### Liste des maires
| Période                                  | Période  | Identité              | Étiquette   | Qualité             |
| ---------------------------------------- | -------- | --------------------- | ----------- | ------------------- |
| 2001                                     | 2014     | Jean-Claude Peyrecave | DVG puis PS | Conseiller régional |
| 2014                                     | 2020     | Marie-José Goze       | DVG         | Agricultrice        |
| 2020                                     | En cours | Guy Noël Dufour       |             |                     |
| Les données manquantes sont à compléter. |          |                       |             |                     |

## Population et société

### Démographie
L'évolution du nombre d'habitants est connue à travers les recensements de la population effectués dans la commune depuis 1793. Pour les communes de moins de 10 000 habitants, une enquête de recensement portant sur toute la population est réalisée tous les cinq ans, les populations de référence des années intermédiaires étant quant à elles estimées par interpolation ou extrapolation. Pour la commune, le premier recensement exhaustif entrant dans le cadre du nouveau dispositif a été réalisé en 2006.

En 2022, la commune comptait 128 habitants, en évolution de −5,88 % par rapport à 2016 (Gers : +1,04 %, France hors Mayotte : +2,11 %).
| 1793 | 1800 | 1806 | 1821 | 1831 | 1841 | 1846 | 1851 | 1856 |
| ---- | ---- | ---- | ---- | ---- | ---- | ---- | ---- | ---- |
| 564  | 457  | 427  | 502  | 440  | 416  | 445  | 414  | 410  |

| 1861 | 1866 | 1872 | 1876 | 1881 | 1886 | 1891 | 1896 | 1901 |
| ---- | ---- | ---- | ---- | ---- | ---- | ---- | ---- | ---- |
| 401  | 377  | 388  | 383  | 337  | 326  | 313  | 271  | 255  |

| 1906 | 1911 | 1921 | 1926 | 1931 | 1936 | 1946 | 1954 | 1962 |
| ---- | ---- | ---- | ---- | ---- | ---- | ---- | ---- | ---- |
| 264  | 261  | 248  | 262  | 286  | 258  | 265  | 246  | 245  |

| 1968 | 1975 | 1982 | 1990 | 1999 | 2006 | 2011 | 2016 | 2021 |
| ---- | ---- | ---- | ---- | ---- | ---- | ---- | ---- | ---- |
| 200  | 147  | 138  | 121  | 124  | 137  | 135  | 136  | 129  |

| 2022 | - | - | - | - | - | - | - | - |
| ---- | - | - | - | - | - | - | - | - |
| 128  | - | - | - | - | - | - | - | - |

### Manifestations culturelles et festivités
- Fête communale : premier dimanche de juillet[25] ;
- Fête patronale : 1er dimanche de février[25].

## Économie

### Emploi
|                | 2008  | 2013  | 2018  |
| -------------- | ----- | ----- | ----- |
| Commune        | 3,4 % | 3,6 % | 2,7 % |
| Département    | 6,1 % | 7,5 % | 8,2 % |
| France entière | 8,3 % | 10 %  | 10 %  |

En 2018, la population âgée de 15 à 64 ans s'élève à 73 personnes, parmi lesquelles on compte 58,7 % d'actifs (56 % ayant un emploi et 2,7 % de chômeurs) et 41,3 % d'inactifs,. Depuis 2008, le taux de chômage communal (au sens du recensement) des 15-64 ans est inférieur à celui de la France et du département.
La commune fait partie de la couronne de l'aire d'attraction de Condom, du fait qu'au moins 15 % des actifs travaillent dans le pôle,. Elle compte 19 emplois en 2018, contre 25 en 2013 et 27 en 2008. Le nombre d'actifs ayant un emploi résidant dans la commune est de 45, soit un indicateur de concentration d'emploi de 41,5 % et un taux d'activité parmi les 15 ans ou plus de 40,7 %.
Sur ces 45 actifs de 15 ans ou plus ayant un emploi, 16 travaillent dans la commune, soit 35 % des habitants. Pour se rendre au travail, 87 % des habitants utilisent un véhicule personnel ou de fonction à quatre roues, 2,2 % les transports en commun et 10,9 % n'ont pas besoin de transport (travail au domicile).

### Activités hors agriculture
14 établissements sont implantés  à Blaziert au 31 décembre 2019.
Le secteur de l'administration publique, l'enseignement, la santé humaine et l'action sociale est prépondérant sur la commune puisqu'il représente 28,6 % du nombre total d'établissements de la commune (4 sur les 14 entreprises implantées  à Blaziert), contre 12,3 % au niveau départemental.

### Agriculture
La commune est dans le Ténarèze, une petite région agricole occupant le centre du département du Gers, faisant transition entre lʼAstarac “pyrénéen”, dont elle est originaire et dont elle prolonge et atténue le modelé, et la Gascogne garonnaise dont elle annonce le paysage. En 2020, l'orientation technico-économique de l'agriculture  sur la commune est la culture de céréales et/ou d'oléoprotéagineuses.
|               | 1988 | 2000 | 2010 | 2020 |
| ------------- | ---- | ---- | ---- | ---- |
| Exploitations | 21   | 20   | 13   | 11   |
| SAU (ha)      | 803  | 835  | 723  | 905  |

Le nombre d'exploitations agricoles en activité et ayant leur siège dans la commune est passé de 21 lors du recensement agricole de 1988  à 20 en 2000 puis à 13 en 2010 et enfin à 11 en 2020, soit une baisse de 48 % en 32 ans. Le même mouvement est observé à l'échelle du département qui a perdu pendant cette période 51 % de ses exploitations,. La surface agricole utilisée sur la commune a quant à elle augmenté, passant de 803 ha en 1988 à 905 ha en 2020. Parallèlement la surface agricole utilisée moyenne par exploitation a augmenté, passant de 38 à 82 ha.

## Culture locale et patrimoine

### Lieux et monuments
- L’église Saint-Blaise datant du XIXe siècle remplace une construction détruite par un incendie. Faute de place, elle n’est pas orientée vers l'est, son clocher mesure 33 mètres. Les vitraux sont historiés. Un dessin du Christ en croix, étude pour une grande toile, se trouve sur l’un des murs de la sacristie. L’autel en marbre blanc aurait dû être réalisé par le sculpteur Lasseran (père du peintre Paul Noël Lasseran), qui mourut écrasé par la chute du bloc de marbre lors de sa livraison en gare de Lectoure. L’église conserve des fonts baptismaux du XVe siècle.
- Fleurissement : plus petit village d'Occitanie labellisé 4 fleurs.

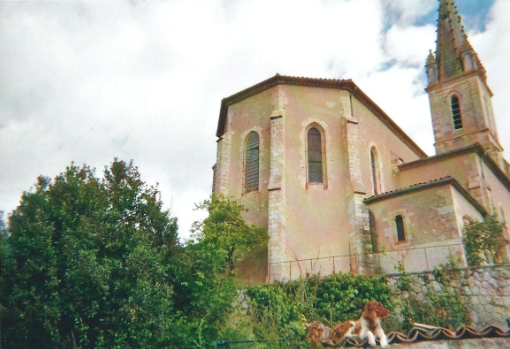
Église de Blaziert.
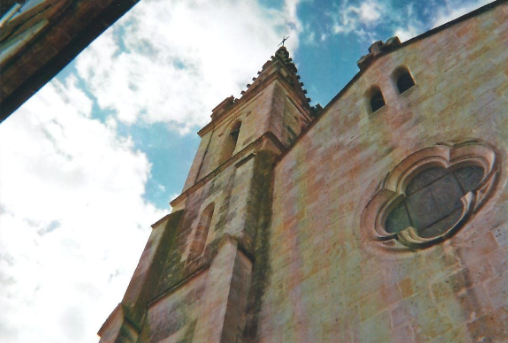
Église.